# Kilgarvan
Kilgarvan (irisch Cill Gharbháin; deutsch: „Kirche des Heiligen Garvan (Garbhán)“) ist ein Dorf im Süden des County Kerry in der Republik Irland. Die Ortschaft hat 264 Einwohner (2022). 

## Lage
Durch Kilgarvan führt die R569. Kenmare liegt etwa sieben Kilometer westsüdwestlich, Clonkeen etwa 17 Kilometer nordöstlich. Nach Killarney sind es über die Straßen 32 Kilometer. Südlich der Ortschaft fließt der Fluss Roughty. Nahe des Orts liegt das Naturschutz- bzw. FFH-Gebiet Kilgarvan Ice House, das insbesondere für die Kleine Hufeisennase eingerichtet wurde.

## Geschichte
Im August 1261 fand hier die Schlacht von Callann statt, bei der die eingedrungenen Normannen unter John FitzGerald, von den irischen Truppen unter Finghin Mac Cárthaigh zurückgeschlagen wurden. John FitzGerald verlor dabei sein Leben. 
1847 ließ hier Richard John Theodore Orpen das Ardtully House errichten, das heute nur noch als Ruine überliefert ist, weil es 1921 im irischen Unabhängigkeitskrieg abgebrannt wurde. 

## Sehenswürdigkeiten, Kunst und Kultur
Drei Kilometer südlich von Kilgarvan befindet sich der Steinkreis von Gurteen, einige Kilometer weiter an der Nebenstraße von Kilgarvan nach Bantry steht der Steinkreis von Derrynafinchin. 
Überregional bekannt ist das Motor Museum Kilgarvan. 

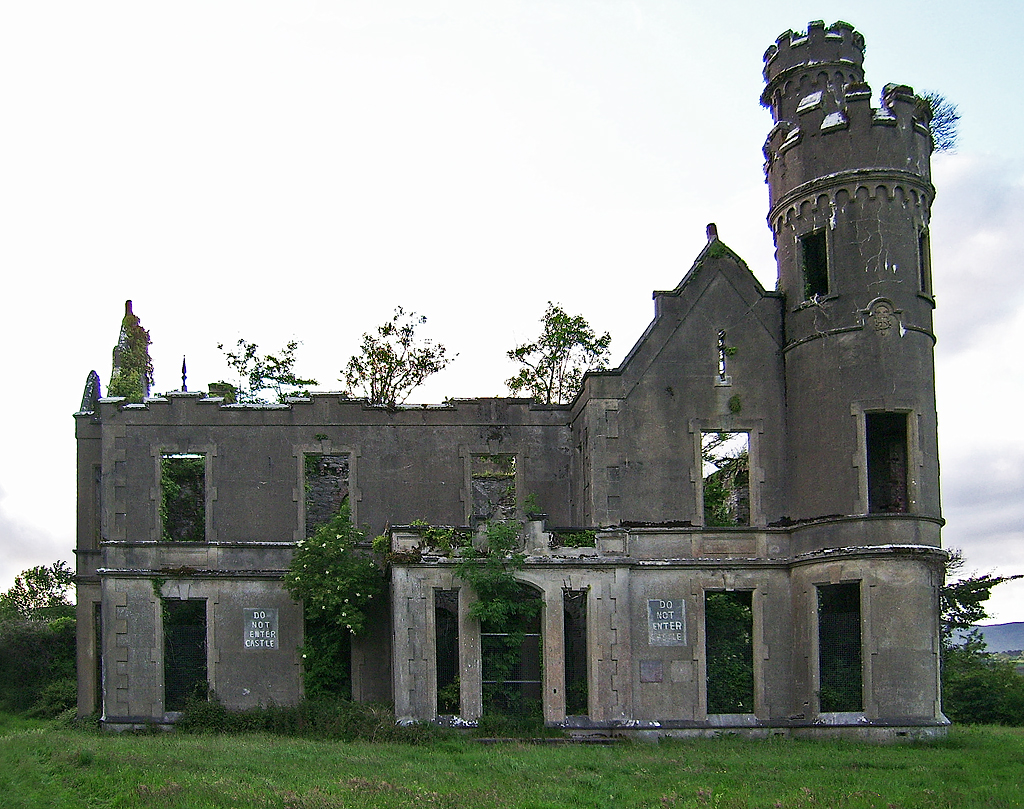
Ardtully House
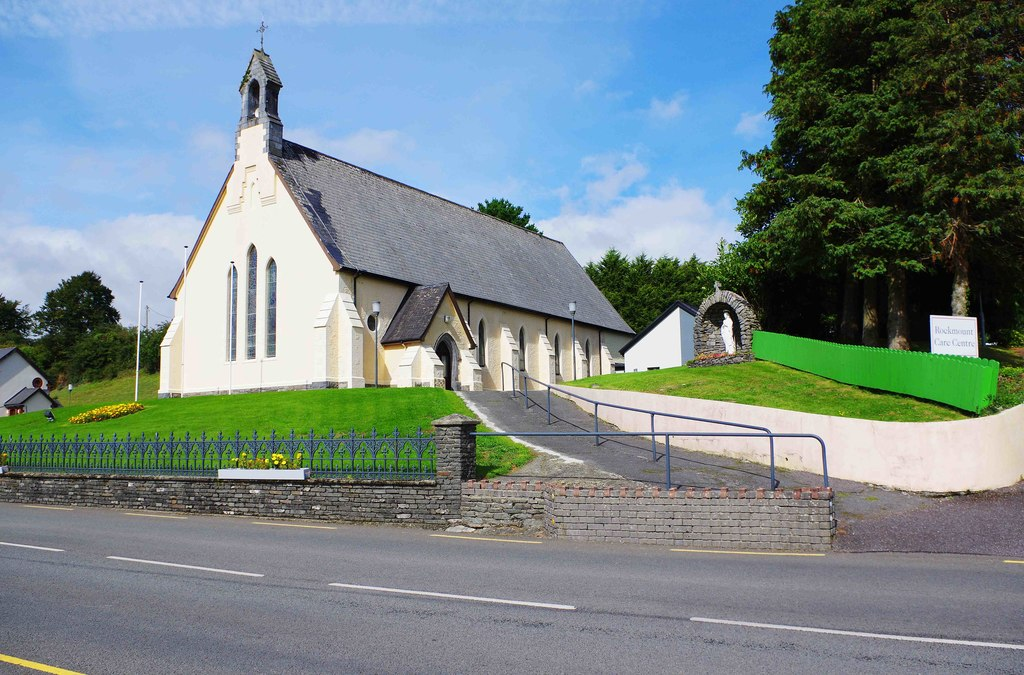
Römisch-katholische St. Patrick’s Church

## Persönlichkeiten
- Jackie Healy-Rae (1931–2014), Politiker
- Máirín Quill (* 1936), Politikerin (Fianna Fáil)
- Danny Healy-Rae (* 1954), Politiker und Pubbesitzer (in Kilgarvan)
- Michael Healy-Rae (* 1967), Politiker